# 拉阿尔
拉阿尔（法語：Rahart，法語發音：[ʁa.aʁ]）是法国卢瓦-谢尔省的一个市镇，属于旺多姆区。

## 地理
拉阿尔（47°52'12"N, 1°4'3"E）面积14.23 平方千米，位于法国中央-卢瓦尔河谷大区卢瓦-谢尔省，该省份为法国中北部省份，北起厄尔-卢瓦省，东北接卢瓦雷省，东南接谢尔省，南至安德尔省，西南接安德尔-卢瓦尔省，西北接萨尔特省。
与拉阿尔接壤的市镇（或旧市镇、城区）包括：阿泽、当泽、利勒、圣菲尔曼代普雷、圣旺、克莱尔城。

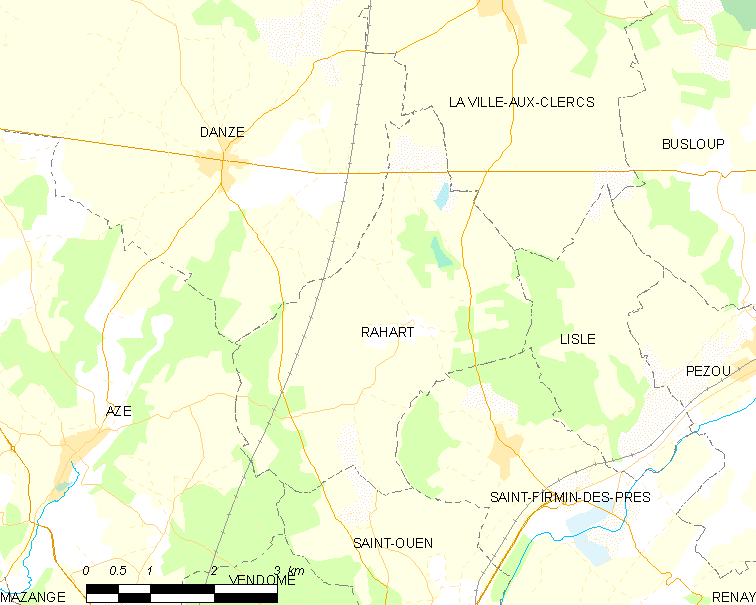
拉阿尔的OSM定位图

拉阿尔的时区为UTC+01:00、UTC+02:00（夏令时）。

## 行政
拉阿尔的邮政编码为41160，INSEE市镇编码为41186。

## 政治
拉阿尔所属的省级选区为佩尔什县。

## 人口

1962-2008年间拉阿尔人口变化图示

拉阿尔于2022年1月1日时的人口数量为301人。